# Spitalul Clinic de Urgență pentru copii „Maria Sklodowska Curie”
Spitalul Clinic de Urgență pentru copii „Maria Skłodowska Curie” (cunoscut și sub numele de Budimex) este un spital din București și unul dintre cele mai mari spitale pediatrice din România.

## Istoric
Spitalul a fost dat în folosință în anul 1984, fiind construit de întreprinderea poloneză de construcții Budimex. Fondurile și serviciile de construcție a spitalului au fost oferite exclusiv de statul polonez imediat după cutremurul din 1977, ca o donație pentru copiii din România.
La inaugurare, numele oficial al spitalului a fost Spitalul pentru Copii București, deși căpătase până în acel moment două denumiri populare: spitalul polonez și spitalul Budimex (după numele firmei de construcții). În anul 1990, la cererea statului polonez, spitalul se redenumește, luând numele chimistei-fizician franceze de origine poloneză Maria Skłodowska Curie, dublu laureată a Premiului Nobel (cel pentru Fizică și cel pentru Chimie).
În anul 1999, acesta devine spital de urgență.